# Mont-le-Vignoble
 Mont-le-Vignoble  là một xã của tỉnh Meurthe-et-Moselle, thuộc vùng Grand Est, đông bắc nước nước Pháp. Xã này nằm ở khu vực có độ cao trung bình 120 mét trên mực nước biển.